# Bevan Calvert
Bevan Calvert (* 4. April 1986 in Sydney, Australien) ist ein ehemaliger australischer Handballspieler.

## Vereinskarriere
Calvert spielte anfangs Fußball und probierte weitere Sportarten aus. Der Sohn eines Australiers und einer Philippinin kam erst später über ein Schulturnier zum Handball. Im Jahr 2006 wechselte der Außenspieler zum dänischen Verein Ribe HK, der in der 1. Division, der zweithöchsten dänischen Spielklasse, spielte. Zwei Jahre später verpflichtete ihn der Ligarivale TM Tønder. Nach einer Spielzeit bei Tønder wechselte Calvert zum deutschen Verein TSV Altenholz, mit dem er in der 2. Bundesliga und in der 3. Liga auflief. Im Sommer 2014 schloss er sich dem Drittligisten Mecklenburger Stiere Schwerin (damals SV Mecklenburg Schwerin) an. Ab der Saison 2016/17 wollte Calvert für den Oberligisten SG Wift auflaufen, jedoch entschied er sich nur wenige Tage nach der Bekanntgabe des Wechsels wieder um.
Calvert schloss sich nach der Saison 2017/18 der 2. Mannschaft vom THW Kiel an. Seit der Saison 2019/20 fungiert er zusätzlich als Co-Trainer der 2. Mannschaft. Calvert lief am 17. September 2020 aufgrund personellen Engpässen auf der Außenposition für die 1. Mannschaft vom THW Kiel in der EHF Champions League gegen RK Zagreb auf. Am 18. Oktober 2020 erzielte Calvert seinen ersten Treffer in der Bundesliga. Mit dem THW Kiel gewann er in der Saison 2020/21 die deutsche Meisterschaft. Anschließend kehrte er wieder zur 2. Mannschaft zurück.
Er unterstützte den Sydney University Handball Club bei der Teilnahme am IHF Super Globe 2021. Im Februar 2022 schloss sich Calvert dem Drittligisten HSG Ostsee N/G an, für den er bis zum Saisonende 2021/22 auflief. Im Februar 2023 hilft er nochmals bei der HSG Ostsee N/G aus. Nach der Saison 2022/23 verließ er die HSG Ostsee N/G. In der Saison 2023/24 gehörte er dem Kader der 2. Mannschaft des THW Kiel an.

## Nationalmannschaft
Calvert gab im Jahr 2004 sein Debüt in der australischen Nationalmannschaft. Dort war er auch Mannschaftsführer.
Mit Australien nahm der Linkshänder 2005, 2007, 2009, 2011 und 2013 an bisher fünf Weltmeisterschaften teil.